# Goran Bošković
Goran Bošković (Đakovo, 17. listopada 1976.), hrvatski je pjevač i frontmen hrvatske pop-rock grupe Fluentes.

## Životopis
Goran je početkom 2004. godine nakon raspada tadašnje grupe Nova osnovao grupu Fluentes. Osim njega, izvorni sastav su činili Andrej Car, Mladen Čuturilo, Damir Svalina i Kruno Štrk. Grupa se nakon godinu dana rada na pjesmama raspala.
Dečki iz benda u tom su razdoblju završili srednju školu i otišli su na fakultete, a Goran je nastavio samostalno snimati demo pjesme. 
Goran Bošković, Andrej Car i Kruno Štrk kasnije se opet okupljaju, a pridružuje im se i Antonio Krupilincki na bas gitari. Prva pjesma koju su snimili u tom sastavu bila je pjesma “Upside down”, koja je kasnije u hrvatskoj verziji postala “Opet zaljubljen”
2018. godine su na dodjelama 25. Porina u Splitu osvojili Porina za Novog izvođača godine i s time otvorili novo poglavlje sa zrelijim zvukom koji je zastupljen u njihovim idućim pjesmama.
Surađivao je s brojnim glazbenicima kao što su Lu Jakelić, Jelena Radan...

## Privatni život
Goran je oženjen i ima dvoje djece.

## Filmografija
- "Zvijezde pjevaju" kao metor (2019. - danas)
- "Volim Hrvatsku" kao natjecatelj (2018.)

## Vanjske poveznice
- Goran Bošković biografija | Biografija.com